# José Augusto Geraldino
José Augusto Geraldino Rosello (ur. 6 lutego 1971) – dominikański judoka. Dwukrotny olimpijczyk. Odpadł w eliminacjach w Atlancie 1996 i Sydney 2000. Walczył w wadze półciężkiej i ciężkiej.
Uczestnik mistrzostw świata w 1991, 2001 i 2003. Startował w Pucharze Świata w 2000. Piąty na igrzyskach panamerykańskich w 2003. Wicemistrz igrzysk Ameryki Środkowej i Karaibów w 1998. Uczestnik turniejów.
Jego brat José Vicbart Geraldino, także był judoką i olimpijczykiem z 2000 i 2004 roku. 

## Letnie Igrzyska Olimpijskie 1996
| Konkurencja | Eliminacje                 | Klas. końcowa |
| Konkurencja | Przeciwnik I               | Miejsce       |
| ----------- | -------------------------- | ------------- |
| +95 kg      | Siergiej Kosorotow (RUS) P | 1 runda       |

## Letnie Igrzyska Olimpijskie 2000
| Konkurencja | Eliminacje                | Klas. końcowa |
| Konkurencja | Przeciwnik I              | Miejsce       |
| ----------- | ------------------------- | ------------- |
| 100 kg      | Franz Birkfellner (AUT) P | 1 runda       |